# كأس هولندا 1990–91
كأس هولندا 1990–91 (بالهولندية: KNVB beker 1990/91)‏ هو الموسم 73 من كأس هولندا. أشرف على تنظيمه الاتحاد الملكي الهولندي لكرة القدم، وكان عدد الأندية المشاركة فيه 67، وفاز فيه فاينورد.